# Tipula pilicauda
Tipula pilicauda är en tvåvingeart som beskrevs av Pierre 1922. Tipula pilicauda ingår i släktet Tipula och familjen storharkrankar. Inga underarter finns listade i Catalogue of Life.